# Ски северни дисциплини
Ски северни дисциплини са състезания по ски в дисциплините ски бягане, лятно ски бягане, ски скокове, ски полети, северна комбинация, отборни състезания по северна комбинация, северна комбинация с летни ски или ролери, отборни ски скокове, и летни ски скокове. Провеждат се под егидата на ФИС. 
Ежегодно се провеждат състезания на регионално ниво, както и състезания за Световната купа. Състезания по ски северни дисциплини са в програмата на зимните олимпийски игри от първите зимни олимпийски игри, провели се в Шамони през 1924 година. От 1925 година се провеждат световни първенства по ски северни дисциплини. 
- Ски бягане сред дивата природа в Аляска.
- Юрий Тепеш по време на отборното състезание на ФИС в Световно първенство по ски скокове през 2012 г. във Вирдерсунд, Норвегия.
- Ски състезание в стил телемарк.